# Heilig Geist (Darmstadt-Arheilgen)

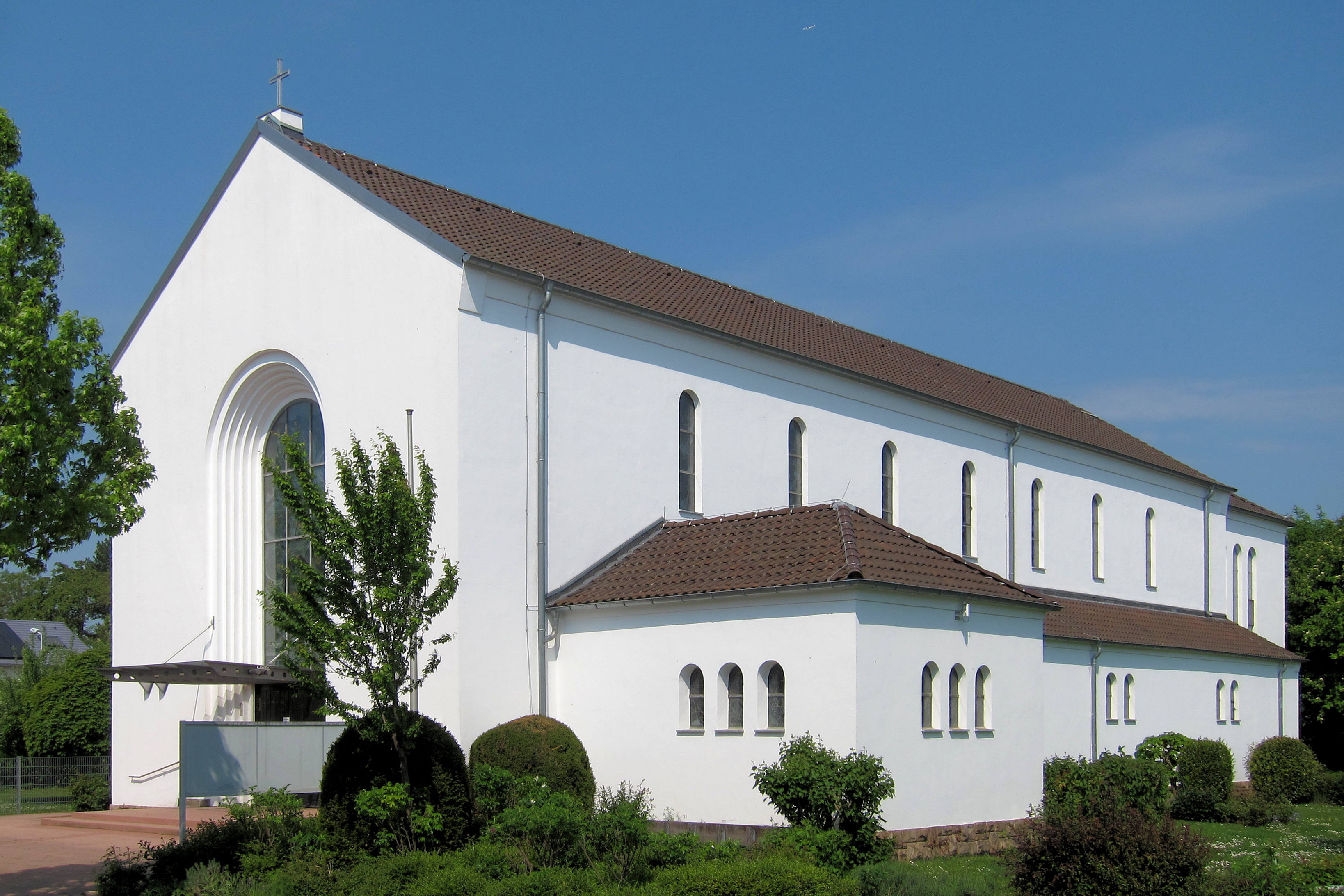
Die katholische Heilig-Geist-Kirche in Darmstadt-Arheilgen

Die römisch-katholische Pfarrkirche Heilig Geist ist ein im Stil der Moderne errichtetes Kirchengebäude in Arheilgen, einem Stadtteil im südhessischen Darmstadt. Die Kirchengemeinde gehört zum Pastoralraum Darmstadt-Mitte in der Region Südhessen im Bistum Mainz.

## Geschichte
Die Heilig-Geist-Kirche in Arheilgen wurde von 1953 bis 1954 nach Plänen des Darmstädter Architekten Josef Leibl im Stil einer modernen Basilika errichtet. Der Neubau löste die 1926 im katholischen Pfarrhaus eingerichtete Heilig-Geist-Kapelle als Gottesdienstraum der Gemeinde ab. 1991 wurde der Innenraum der Kirche grundlegend renoviert, der Chorraum neugestaltet und neue Kirchenfenster eingesetzt, die vom Braunschweiger Künstler Claus Kilian gestaltet wurden. 2009 folgte der Umbau der ehemaligen Taufkapelle von Heilig Geist zu einer Werktagskapelle.

## Architektur und Innenausstattung
Die Architektur von Heilig Geist orientiert sich am Baukonzept frühchristlicher Basiliken. Der Grundriss entspricht dem einer Pfeilerbasilika mit eingezogenem Chor und geradem Chorabschluss, wobei es sich bei den Pfeilern um schlichte Stützen ohne Kapitelle oder ausgeprägte Basen handelt. Die Fassade mit dem Eingangsportal wird dominiert durch ein hohes Rundbogenfenster mit mehrfach gestuftem Gewände, das bis an die Giebelzone heranreicht. Es gibt keinen Kirchturm, lediglich ein schlichtes Kreuz auf dem Dachfirst. 
Beleuchtet wird der Innenraum durch das Fenster an der Frontseite sowie jeweils 7 Rundbogenfenster im Obergaden und jeweils sechs paarweise angeordneten Rundbogenfenstern im Untergaden. Zum Chorraum vermittelt ein weitgespannter Triumphbogen.
Die Chorfenster sind mit Glasmalereien ausgestattet. Fast die vollständige Rückwand des Altarraums nimmt ein Wandgemälde ein: ein Kreuz mit einem in ein Quadrat eingespannten, in zwölf Sektoren unterteilten  Kreis mit Bildern aus dem Leben Jesu und einer Vielzahl von Symbolen. In den Ecken des quadratischen Feldes befinden sich die vier Evangelistensymbole. Der Altarraum ist ausgestattet mit einem schlichten Altar, einem Ambo aus Stein sowie einem vergoldeten Tabernakel.